# Абу Айюб аль-Ансари
Абу Айюб Халид ибн Зейд аль-Ансари (араб. أبو أيوب الأنصاري‎; 576, Медина, совр. Саудовская Аравия — 674, Константинополь, совр. Турция) — сподвижник пророка Мухаммеда.

## Биография
Абу Айюб аль-Ансари родился в 576 году в Медине (Ясриб). Он был рода бану Наджар племени хазрадж. Принял ислам до переселения первых мусульман мухаджиров в Медину, был участником второй клятвы при Акабе.
После приезда пророка Мухаммеда в Медину, все мединские мусульмане посчитали себе за честь принять его в своём доме в качестве почётного гостя. Мухаммед объявил о том, что он остановится в том доме, перед которым сядет на землю его верблюд. После этого он отпустил верблюда и животное, пройдя некоторое расстояние, село у дома Абу Айюба аль-Ансари, который предоставил ему первый этаж. В доме Абу Айюба Пророк оставался на протяжении 7 месяцев.
Абу Айюб принял участие в битвах при Бадре, Ухуде, Хандаке и других сражениях, которые вели первые мусульмане. В период правления четвёртого халифа Али сражался в его армии против хариджитов.
После завоевания Египта Абу Айюб переехал в Фустат рядом с мечетью Амра ибн аль-Аса. В Фустате его соседями были Аз-Зубайр ибн аль-Аввам, Убайда, Абу Зарр аль-Гифари, Ибн Умар и Абдуллах ибн Амр.
Ибн Джарир ат-Табари передаёт, что Абу Айюб аль-Ансари будучи стариком участвовал в осаде Константинополя. Абу Аюб получил ранение и его навестил предводитель войска Язид, который спросил его о нужде. Абу Айюб ответил ему: «Передай приветствие от меня мусульманам и скажи им: „Абу Айюб завещает вам продвинуться на землю противника как можно дальше и взять его с собой, чтобы похоронить у ваших ног под стенами Константинополя“». По словам ат-Табари Абу Айюб был похоронен возле стен Константинополя.
После завоевания Константинополя турками над предполагаемой могилой Абу Айюба аль-Ансари была построена гробница и мечеть. Район Стамбула, носящий имя Абу Айюба (Эюп) стал священным для турок и многие османские чиновники просили похоронить их в непосредственной близости от этого места.